# Tomaselli
Tomaselli is een historisch merk van motorfietsen.
De bedrijfsnaam was: Ugo Tomaselli, Torino.
Ugo Tomaselli produceerde van 1931 tot 1939 motorfietsen met eigen frames waar hij 173- tot 498cc-JAP inbouwmotoren monteerde. De verhoudingen tussen het Verenigd Koninkrijk en Italië stonden al op gespannen voet sinds de Tweede Italiaans-Ethiopische Oorlog (1935), maar bij toen de spanning in 1939 opliep konden de Britse JAP-motoren niet meer geleverd worden.